# Лубово (гмина)
Лубово (пол. Łubowo) — сельская гмина (уезд) в Польше, входит как административная единица в Гнезненский повет, Великопольское воеводство. Население — 5271 человек (на 2004 год).

## Сельские округа
1. Бараново
2. Дзекановице
3. Фалково
4. Имельно
5. Имеленко
6. Ледногура
7. Леснево
8. Лубово
9. Мысленцин
10. Овечки
11. Пежиска
12. Рыбитвы
13. Жегново
14. Семяново
15. Стрыхово
16. Вежице
17. Возники
18. Жыдувко

## Прочие поселения
1. Хвалкувко
2. Морачево
3. Пшиборово

## Соседние гмины
1. Гмина Чернеево
2. Гмина Гнезно
3. Гмина Кишково
4. Гмина Клецко
5. Гмина Победзиска